# Lemma von Calderón-Zygmund
Das Lemma von Calderón-Zygmund ist ein mathematisches Resultat aus dem Bereich der Fourieranalyse beziehungsweise der harmonischen Analysis. Es wurde nach den Mathematikern Alberto Calderón und Antoni Zygmund benannt.
Das Lemma zeigt eine Möglichkeit, eine integrierbare Funktion in ihre „kleinen“ und „großen“ Anteile aufzuspalten und die „großen“ Anteile zu kontrollieren. Diese Zerlegung ist zum Beispiel essentiell für den Beweis der atomaren Zerlegung von reellen Hardy-Funktionen.

## Lemma von Calderón-Zygmund
Sei {\displaystyle f\colon \mathbb {R} ^{n}\to \mathbb {R} } eine nicht-negative, integrierbare Funktion, und sei {\displaystyle \alpha } eine positive Konstante. Dann existiert eine Zerlegung von {\displaystyle \mathbb {R} ^{n}} mit den folgenden Eigenschaften:
1. {\displaystyle \mathbb {R} ^{n}=F\cup \Omega } mit {\displaystyle F\cap \Omega =\emptyset ;}
2. {\displaystyle f(x)\leq \alpha } fast überall in {\displaystyle F;}
3. {\displaystyle \Omega } ist die Vereinigung von Würfeln

{\displaystyle \Omega =\bigcup _{k}Q_{k},}
wobei das Innere jedes Würfels disjunkt zum Inneren jedes anderen Würfels ist. Außerdem gilt für jeden Würfel {\displaystyle Q_{k}} die Ungleichung
{\displaystyle \alpha <{\frac {1}{m(Q_{k})}}\int _{Q_{k}}f(x)\mathrm {d} \,m(x)\leq 2^{n}\alpha .}
Hierbei bezeichnet {\displaystyle m(Q_{k})} ein Maß von {\displaystyle Q_{k}}.

## Calderón-Zygmund-Zerlegung
Sei {\displaystyle f\in L^{1}} eine integrierbare Funktion und {\displaystyle \beta } eine positive Konstante mit
{\displaystyle \beta >{\frac {1}{m(\mathbb {R} ^{n})}}\int _{\mathbb {R} ^{n}}|f(x)|\mathrm {d} \,m(x).}
Dann existiert eine Zerlegung {\displaystyle f=g+b} mit {\displaystyle \textstyle b=\sum _{k=1}^{\infty }b_{k}} und eine Folge von Würfel (oder Bällen) {\displaystyle (Q_{k})_{k\in \mathbb {N} }} mit folgenden Eigenschaften:
- {\displaystyle |g(x)|\leq c\beta } für fast alle {\displaystyle x\in \mathbb {R} ^{n};}
- Jede Funktion {\displaystyle b_{k}} hat ihren Träger in dem Würfel (Ball) {\displaystyle Q_{k}}, und es gilt

{\displaystyle \int _{Q_{k}}|b_{k}(x)|\mathrm {d} \,m(x)\leq c\beta m(B_{k})\ } und {\displaystyle \int _{Q_{k}}b_{k}(x)\mathrm {d} \,m(x)=0.}
- {\displaystyle \sum _{k}m(Q_{k})\leq {\frac {c}{\beta }}\int _{\mathbb {R} ^{n}}|f(x)|\mathrm {d} \,m(x)}